# L2 priručna memorija
L2 cache ili L2 priručna memorija je brzi memorijski spremnik u koji se pohranjuje dio podataka iz RAM-a za koje se pretpostavlja da će ih centralna jedinica ubrzo zatražiti. L2 priručna memorija je otprilike je duplo brži od RAMa i ima kapacitet od 512KB ili više.
Modernija računala sada u L2 cache-u imaju čak 2MB (2048KB) L2 cache-a.L2 cache pridonosi manjem korištenju RAM-a (Random Access Memory).Tako da računalo ima više RAM memorije za ostale procese na računalu. Spremnik L2 memorije se uvijek nalazi pored procesora i jako je mali.